# Tenuipalpus inophylli
Tenuipalpus inophylli är en spindeldjursart som beskrevs av Gutierrez och Bolland 1981. Tenuipalpus inophylli ingår i släktet Tenuipalpus och familjen Tenuipalpidae. Inga underarter finns listade i Catalogue of Life.